# 全国デコトラ祭り 〜よさこい爆走音盤〜
『全国デコトラ祭り 〜よさこい爆走音盤〜』（ぜんこくデコトラまつり 〜よさこいばくそうおんばん〜）とは、2008年2月28日にWii専用ソフトウェアとして、ジャレコから発売された『全国デコトラ祭り』のサウンドトラックである。

## 概要
- 発売元:5pb.
- 販売元:メディアファクトリー
- 発売日:2008年3月25日
- 価格:3,360円
- ディスク数:2枚
- 収録時間:約60分

## 起用歌手
1. 富士丸 翔
2. 北岡ひろし
3. 小湊美和
4. 丸山 純
5. 彩音
6. 水木一郎

## 収録曲
- ディスク1

1. ソーランVoice
2. サスライみちのく夢模様
3. 掟〜大江戸〜
4. 平成の風と林と火と山と
5. 女の意地と日本海
6. よさこいROCK
7. 祭り好きだよ日本人
8. 諸行無常
9. よっちょれ
10. Dream S@SeBo!!!
11. デコトラ☆愛らんど~伝説の男達~
12. ジパングの風

- ディスク2

1. ジパングの風（ショートVer.）
2. 北斗降臨
3. 関東爆走
4. TOKYO SUPER DASH
5. メトロポリタンパワー
6. 江戸の華~よさこい街道~
7. 東国六弦の舞
8. Rock the ria coast
9. 四国巡礼